# Гасаниди
Гасаниди (арап. الغساسنة‏; al-Ghasasina, или Banu Ghassan "Синови Гасана") су били арапско краљевство, које су основали потомци племена Азд из Јемена, који су из тог подручја емигрирали у раном 3 веку у подручје Леванта, где су се помешали са хеленизованим хришћанским заједницама, након чега су прешли у хришћанство у периоду од првих неколико векова нове ере, док су други вероватно већ били хришћани пре емиграције на север којом су покушали да избегну верске прогоне.
Након насељавања у области леванта, Гасаниди су постали вазална држава Источног римског царства и борили се раме уз раме са њима против Сасанидске Персије и њених арапских вазала, Лахмида. Земља Гасанида имала је такође улогу тамон зоне , штитећи тако земље које су присајединили Византијци, од пљачкашких похода бедуинских племена.
Само неколико гасанида постали су муслимани пратећи исламксу инвазију; док су већина гасанида остали хришћани и придружили се Мелкитима и асиријиским заједницама у подручјима који данас чине Јордан, Палестину, Израел, Сирију и Либан.

## Миграција из Јемена
Усмена традиција сматра да су Гасаниди дошли из града Мариба у Јужној Арабији и околних вароши и градова, у данашњем Јемену. Традиција сматра да је њихов егзодус из овог подручја првенствено изведен због уништења бране Мариб, прича о која је детаљно описана у истоименом 34. поглављу Курана. Арапска пословица "Расули су се као људи из Сабе" односи се на тај историјски егзодус. Миграција је такође наступила у различитим таласима, још један значајан талас покренут је прогоном хришћанских Арапа од стране Ду Нуваса и појаве масовних гробница у којима су живи спаљени многи од оних који нису успели на време да побегну – о истом догађају се рецитује и у курану и помиње се "Ашаб ел Ухдуд "(اصحاب الاخدود). Датум миграције према Леванту је нејасан, али се верује да су стигли у регију Сирије између 250-300 н. е. и у каснијим таласима миграција око 400 године. Њихово најраније појављивање у евиденцији датира из 473. године, када је њихов поглавуца Аморкесос потписао споразум са Источном римском царством, којим им је признат статус федерата који контролишу делове Палестине. Он је у то време очигледно прихватио халкидонско (православно) хришћанство. До 510. године Гасаниди више нису били монофизити, већ су били Халкидонски(православни) хришћани. Они су постали водеће племе међу арапским федератима, као што су Бану Амела и Бану Џудам.

## Гасанидско краљевство
Након што су се првобитно населили у Леванту, Гасаниди су постали вазална држава Источног римског царства. Римљани су пронашли моћног савезника у Гасанидима који су деловали као тампон зона против Лахмида. Поред тога, као краљеви сопственог народа, били су и филарси, домаћи владари клијентских граничних држава. Престоница се налазила у граду Џабија на Голанској висоравни. Географски је заузеимало велики део источног Леванта, а његов ауторитет проширен је племенским савезима са другим племенима Азда све до северног Хиџаза, далеко јужно као Јатрибу (Медина).

### Византијско-персијски ратови
Гасаниди су се борили уз Византијско царство против персијских Сасанида и арапских Лахмида. Земље Гасанида су такође стално деловале као тампон зона, штитећи византијске земље од упада од стране бедуинских племена. Међу њиховим арапским савезницима били су Бану Џудам и Бану Амела.
Источно римско царство је било највише усредсређено на исток и дуги ратови са Персијанцима су увек били њихова највећа брига. Гасаниди су одржавали своју владавину као чувари трговачких путева, управљали су племенима Лахмида и били извор трупа за царску војску. Гасанидски краљ Ел Харит ибн Џабала (владао је 529-569) подржао је Византију против Сасанидске Персије и због тога је 529. године од цара Јустинијана I добио " достојанство краља", највише царско звање које је икада додељено страном владару; такође и статус патриција. Поред тога, Ел Харит ибн Џабала је добио владавину над свим арапским савезницима Византијског царства. Ел Харит је био Миафизитски хришћанин; помогао је оживљавању Сиријске миафизитске (Јаковбитске) цркве и подржао развој Миафизита, упркос томе што је то било сматрано јеретичким у односу на православну Византију. Касније византијско неповерење и прогони таквих верских неправославних јереси срушили су његове наследнике, Ел Мундира (владао 569-582) и Нумана.
Гасниди, који су се успешно супротставили персијским савезницима Лахмида из Ал-Хире ( савремени Јужни Ирак), економски су напредовали и ангажовали се у подизању многим верских и јавних грађевина; они су такође подстицали уметност и једном су чак били забављани од стране чувених арапских песника Набигха ад Дубианиа и Хасана ибн Табита на својим дворовима.
Након пада првог краљевства Гасанида, краљ Џабала ибн ел Аихам основао је владу у изгнанству у Византији. Утицај Гасанида на царство трајао вековима; врхунац овог присуства био је уздизање једног од његових потомака, Нићифора I (владао 802-811.) његовим доласком на престо и његовим успостављање краткотрајне династије која се може описати као Никифорија или Фокидска династија у 9. веку. Али Нићифор није био само пуки потомак Гасанида, он је тврдио да је глава династије Гасанида користила епоним краља Џафне, оснивача династије, уместо да се само изрази потомком краља Џабале.

## Исламска освајања
Гасаниди су остали византијска вазална држава док су њихови владари и источни делови Византијског царства који су се налазили на Блиском истоку срушени од стране муслимана у VII веку, након битке код Јармука 636. године. У време муслиманског освајања, Гасаниди више нису били уједињени једном хришћанском вером: неки су прихватили јединство са византијском халкидонском црквом; остали су остали верни монофизитизму и значајан број њих је задржао свој хришћански верски идентитет и одлучио да се придружи муслиманским војскама како би нагласили њихову лојалност њиховим арапским коренима и у признавању ширег контекста растућег Арапског царства под велом ислама. Вреди напоменути да су значајан проценат муслиманских војски у бици за Му'тах (معركة موتة) чинили хришћански Арапи. Неколико тих хришћанских арапских племена која и данас постоје на територији модерног Јордана која су се придрухила муслиманским војскама била су привилегована тако што јим је признато право да буду ослобођена плаћања Џизије (جزية) . Џизија је облик пореза који плаћају немуслимани - муслимани су плаћали другу врсту пореза под називом Заках (زكاة). Каније су се они који су остали хришћани придружили Мелкитиским сиријским заједницама. Остаци Гасанида су се затим распршили по Малој Азији.

### Џабала ибн ел Аихамово искушење са исламом
Постоје различита мишљења због чега се Џабала и његови следбеници нису прешли у ислам. Неке ставови потичу од генералне идеје да Гасаниди још увек нису били заинтересовани да се одрекну свог статуса као господара и племства Сирије. У наставку је цитирана прича о повратку Џабале у земљу Византијску, како је рекао историчар Ел Баладури из 9. века.

Џабала ибн ел Аихам је стајао са Ансарима (Азди Муслимани из Медине) рекавши: "Ви сте наша браћа и синови наших очева" и заклео се на ислам. Након доласка Омар ибн ел Хатаба у Сирију, 17. године (636. н. е), Џабала је имао спор са једном од Музаина (не-арапског каста) и избио му његово око. "Умар је наредио да буде кажњен, на шта је Џабала рекао:" Да ли је његово око као моје? Никада, од Алаха, нећу да останем у граду у којем сам ја под ауторитетом. " Онда се одметнуо и отишао у земљу Грка (Византијанци). Џабалу који је био краљ Гасанида наследио је Ел Харит ибн аби Шимр (или Хемор).

## Краљеви
Ранији краљеви су традиционални, стварни датуми су веома неизвесни.
Ранији краљеви су традиционални, стварни датуми су веома неизвесни.
1. Џафнах I ибн `Амр (220-265)
2. `Амр I ибн Џафна (265-270)
3. Та'лаба ибн Амр (270-287)
4. Ел Харит I ибн Т`алаба (287-307)
5. Џабала I ибн ел Харит I (307-317)
6. Ел Харит II ибн Џабала "ибн Мариа" (317-327)
7. Ел Мундир I Сениор ибн ел Харит II (327-330) са...
8. Ел Аихам ибн ел Харит II (327-330) и...
9. Ел Мундир II Јуниор ибн ел Харит II (327-340) и...
10. Ел Ну'ман I ибн ел Харит II (327-342) и...
11. `Амр II ибн ел Харит II (330-356) и...
12. Џабалах II ибн ел Харит II (327-361)
13. Џафна II ибн ел Мундир I (361-391) са...
14. Ел Ну'ман II ибн ел Мундир I (361-362)
15. Ел Ну'ман III ибн 'Амр ибн ел Мундир I (391-418)
16. Џабала III ибн ел Ну'ман (418-434)
17. Ел Ну'ман IV ибн ел Аихам (434-455) са...
18. Ел Харит III ибн ел Аихам (434-456) и...
19. Ел Ну'ман V ибн ел Харит (434-453)
20. Ел Мундир II ибн ел Ну'ман (453-472) са...
21. `Амр III ибн ел Ну'ман (453-486) и...
22. Хиџр ибн ел Ну'ман (453-465)
23. Ел Харит IV ибн Хиџр(486-512)
24. Џабала IV ибн ел Харит (512-529)
25. Ел Амр IV ибн Мачи(Мах’ше) (529)
26. Ел Харит V ибн Џабала (529-569)
27. Ел Мундир III ибн ел Харит (569-581) са...
28. Абу Кираб ел Ну'ман ибн ел Харит (570-582)
29. Ел Ну'ман VI ибн ел Мундир (581-583)
30. Ел Харит VI ибн ел Харит (583)
31. Ел Ну'ман VII ибн ел Харитх Абу Кираб (583- ?)
32. Ел Аихам ибн Џабала (? -614)
33. Ел Мундир IV ибн Џабала (614- ?)
34. Шарахил ибн Џабала (61 -618)
35. Амр IV ибн Џабала (628)
36. Џабала V ибн ел Харит (628-632)
37. Џабала VI ибн ел Аихам (632-638)
38. Гасан Ел Хурани(638-712)

## Наслеђе
Гасаниди су достигли свој врхунац под Ел Харитом V и Ел Мундиром III. Обојица су били војно успешни као савезници Византијаца, нарочито против својих непријатеља Ламида, и осигурали су јужно крило Византије и њене политичке и трговачке интересе у самој Арабији. Са друге стране, Гасаниди су остали фанатично посвећени монофизитизму, што је довело до њиховог раскида са Византијом Мундировом пропашћу која се завршила његовим изгнанством из Византије, што је након 586. године било праћено распуштањем Гасанидске федерације. Покровитељство Гасанида према монофизитској сиријској цркви било је пресудно за њен опстанак и оживљавање, па чак и њено ширење, мисионарским активностима, на југу у Арабији. Према историчару Варвику Болу, Гасанидсоко протежирање једноставније и строже монотеистичке форме хришћанства у посебно арапском контексту може се рећи да је наслутило ислам. Гасанидска владавина је такође довела до периода значајног просперитета за Арапе на источним ободима Сирије, што је потврђено ширењем урбанизације и покровитељством над неколико цркава, манастира и других грађевина. Преживели описи Гасанидских дворова дају слику луксуза и активног културног живота, са покровитељством над уметношћу, музиком и посебно поезијом на арапском језику. Према речима Бола, "Гасанидски дворови су били најважнији центри за арапску поезију пре уздизања халифатских дворова под исламом", а њихова дворска култура, укључујући и њихову склоност ка пустињским палатама, попут Каср ибн Вардан, дала је модел за Омејадски калифат и његов двор.
Након пада првог краљевства у VII веку, неколико династија, и хришћанских и муслиманских, владало је тврдећи да представљају наследнике динсатије Гасана. Поред Фокидине или Никефоријске династије Византијског царства, други владари су тврдили да су наследници краљевске породице Гасанида. Расулидски султани владали су од 13. до 15. века у Јемену. И Бурји Мамлукчки султани у Египту од 14. до 16. века. Обе ове династије династије које су чак биле муслиманске, тврдиле су да су наследници Гасанида. Посљедњи владари који су носили звања наследника краљевске породице Гасанида били су хршћански шеици Чемора у планинама Либана, који су владали малом сувереном шејковским поседом који се звао Згарта-Зваија до 1747. године.

### Примарни извори
- Almaqhafi, Awwad: Qabayl Wa Biton Al-Arab
- Almsaodi, Abdulaziz; Tarikh Qabayl Al-Arab
- Bosra of the Ghassanids in the Catholic Encyclopedia Newadvent.org

### Секундарна литература
- Fergus Millar: "Rome's 'Arab' Allies in Late Antiquity". In: Henning Börm - Josef Wiesehöfer (eds.), Commutatio et Contentio. Studies in the Late Roman, Sasanian, and Early Islamic Near East. Wellem Verlag, Düsseldorf (2010). стр. 159–186.
- Ball, Warwick (2000). Rome in the East: The Transformation of an Empire. London: Routledge. ISBN 978-0-203-02322-8.
- Fowden, Elizabeth Key (1999). The Barbarian Plain: Saint Sergius Between Rome and Iran. Berkeley and Los Angeles: University of California Press. ISBN 978-0-520-21685-3.
- Greatrex, Geoffrey; Lieu, Samuel N. C. (2002). The Roman Eastern Frontier and the Persian Wars (Part II, 363–630 AD). London: Routledge. ISBN 978-0-415-14687-6.
- Kazhdan, Alexander Petrovich, ур. (1991). The Oxford Dictionary of Byzantium. New York and Oxford: Oxford University Press. ISBN 978-0-19-504652-6.
- Shahîd, Irfan (1991). „Ghassān”. The Encyclopedia of Islam, New Edition, Volume II: C–G. Leiden and New York: Brill. стр. 462—463. ISBN 978-90-04-07026-4.
- Shahîd, Irfan (1995). Byzantium and the Arabs in the Sixth Century, Volume 1. Washington, DC: Dumbarton Oaks. ISBN 978-0-88402-214-5.